# 한천중학교
한천중학교(漢川中學校)는 대한민국 서울특별시 노원구에 있는 공립 중학교이다.

## 학교 연혁
- 1991년 10월 30일 : 한천중학교 설립일
- 1992년 3월 1일 : 초대 강필주 교장 취임
- 1992년 3월 4일 : 제1회 입학식(14학급)
- 1992년 4월 29일 : 개교식
- 1995년 2월 14일 : 제1회 졸업식(755명)
- 2022년 9월 1일 : 제12대 최현주 교장 취임
- 2022년 12월 27일 : 제29회 졸업식(남 98명, 여 106명) (누계 12,621명)
- 2023년 3월 2일 : 제32회 입학식(남 98명, 여 64명)

## 참고 자료
- 한천중학교 - 한국교육학술정보원 학교알리미